# 1886
Il 1886 (MDCCCLXXXVI in numeri romani) è un anno  del XIX secolo.

## Musica
- Richard Strauss compone Aus Italien op. 16, fantasia sinfonica

## Eventi
- 1º gennaio – L'Inghilterra occupa la Birmania.
- 29 gennaio – Karl Benz realizza il primo veicolo con motore a scoppio.
- 29 marzo – A New Orleans lo scacchista austriaco Wilhelm Steinitz batte il polacco Johannes Zukertort e diventa il primo campione del mondo ufficiale della storia degli scacchi.
- 4 maggio – A Chicago, nell'Illinois è in corso la Rivolta di Haymarket, dove dei lavoratori manifestano pacificamente. Lo scoppio di una bomba lanciata da uno sconosciuto, provoca la morte di undici persone e il ferimento di altre decine.
- 8 maggio – Fu inventata dal dottor John Stith Pemberton la "Pemberton's French Wine Coca" ora conosciuta come Coca-Cola.
- 15 maggio – A Parigi si apre l'ultima mostra degli Impressionisti.
- 10 giugno – L'eruzione del Monte Tarawera in Nuova Zelanda, uccide 153 persone e distrugge le famose Pink and White Terraces.
- 5 luglio – Inaugurazione della linea ferroviaria Ivrea-Aosta, con locomotive a vapore.
- 18 settembre – Pubblicato il manifesto del Simbolismo.
- Ottobre – Abolizione della schiavitù a Cuba.
- 28 ottobre – Viene inaugurata la Statua della libertà a New York.
- Antonio Meucci ha la priorità come inventore del telefono.
- Robert Louis Stevenson pubblica Lo strano caso del dottor Jekyll e del signor Hyde.
- Viene fondato l'Arsenal Football Club.
- Viene fondata la birreria Privatbrauerei Erdinger Weißbräu Werner Brombach GmbH (meglio conosciuta come Erdinger Weißbräu).
- August Mustel costruisce la Celesta.

## Nati
Ci sono circa 1 250 voci su persone nate nel 1886; vedi la pagina Nati nel 1886 per un elenco descrittivo o la categoria Nati nel 1886 per un indice alfabetico.

## Morti
Ci sono circa 340 voci su persone morte nel 1886; vedi la pagina Morti nel 1886 per un elenco descrittivo o la categoria Morti nel 1886 per un indice alfabetico.

## Calendario
| Calendario 1886 | Calendario 1886 | Calendario 1886 | Calendario 1886 | Calendario 1886 | Calendario 1886 | Calendario 1886 | Calendario 1886 | Calendario 1886 | Calendario 1886 | Calendario 1886 | Calendario 1886 | Calendario 1886 | Calendario 1886 | Calendario 1886 | Calendario 1886 | Calendario 1886 | Calendario 1886 | Calendario 1886 | Calendario 1886 | Calendario 1886 | Calendario 1886 | Calendario 1886 | Calendario 1886 | Calendario 1886 | Calendario 1886 | Calendario 1886 | Calendario 1886 | Calendario 1886 | Calendario 1886 | Calendario 1886 | Calendario 1886 | Calendario 1886 |
| --------------- | --------------- | --------------- | --------------- | --------------- | --------------- | --------------- | --------------- | --------------- | --------------- | --------------- | --------------- | --------------- | --------------- | --------------- | --------------- | --------------- | --------------- | --------------- | --------------- | --------------- | --------------- | --------------- | --------------- | --------------- | --------------- | --------------- | --------------- | --------------- | --------------- | --------------- | --------------- | --------------- |
|                 | 1               | 2               | 3               | 4               | 5               | 6               | 7               | 8               | 9               | 10              | 11              | 12              | 13              | 14              | 15              | 16              | 17              | 18              | 19              | 20              | 21              | 22              | 23              | 24              | 25              | 26              | 27              | 28              | 29              | 30              | 31              |                 |
| Gennaio         | Ve              | Sa              | Do              | Lu              | Ma              | Me              | Gi              | Ve              | Sa              | Do              | Lu              | Ma              | Me              | Gi              | Ve              | Sa              | Do              | Lu              | Ma              | Me              | Gi              | Ve              | Sa              | Do              | Lu              | Ma              | Me              | Gi              | Ve              | Sa              | Do              |                 |
| Febbraio        | Lu              | Ma              | Me              | Gi              | Ve              | Sa              | Do              | Lu              | Ma              | Me              | Gi              | Ve              | Sa              | Do              | Lu              | Ma              | Me              | Gi              | Ve              | Sa              | Do              | Lu              | Ma              | Me              | Gi              | Ve              | Sa              | Do              |                 |                 |                 |                 |
| Marzo           | Lu              | Ma              | Me              | Gi              | Ve              | Sa              | Do              | Lu              | Ma              | Me              | Gi              | Ve              | Sa              | Do              | Lu              | Ma              | Me              | Gi              | Ve              | Sa              | Do              | Lu              | Ma              | Me              | Gi              | Ve              | Sa              | Do              | Lu              | Ma              | Me              |                 |
| Aprile          | Gi              | Ve              | Sa              | Do              | Lu              | Ma              | Me              | Gi              | Ve              | Sa              | Do              | Lu              | Ma              | Me              | Gi              | Ve              | Sa              | Do              | Lu              | Ma              | Me              | Gi              | Ve              | Sa              | Do              | Lu              | Ma              | Me              | Gi              | Ve              |                 |                 |
| Maggio          | Sa              | Do              | Lu              | Ma              | Me              | Gi              | Ve              | Sa              | Do              | Lu              | Ma              | Me              | Gi              | Ve              | Sa              | Do              | Lu              | Ma              | Me              | Gi              | Ve              | Sa              | Do              | Lu              | Ma              | Me              | Gi              | Ve              | Sa              | Do              | Lu              |                 |
| Giugno          | Ma              | Me              | Gi              | Ve              | Sa              | Do              | Lu              | Ma              | Me              | Gi              | Ve              | Sa              | Do              | Lu              | Ma              | Me              | Gi              | Ve              | Sa              | Do              | Lu              | Ma              | Me              | Gi              | Ve              | Sa              | Do              | Lu              | Ma              | Me              |                 |                 |
| Luglio          | Gi              | Ve              | Sa              | Do              | Lu              | Ma              | Me              | Gi              | Ve              | Sa              | Do              | Lu              | Ma              | Me              | Gi              | Ve              | Sa              | Do              | Lu              | Ma              | Me              | Gi              | Ve              | Sa              | Do              | Lu              | Ma              | Me              | Gi              | Ve              | Sa              |                 |
| Agosto          | Do              | Lu              | Ma              | Me              | Gi              | Ve              | Sa              | Do              | Lu              | Ma              | Me              | Gi              | Ve              | Sa              | Do              | Lu              | Ma              | Me              | Gi              | Ve              | Sa              | Do              | Lu              | Ma              | Me              | Gi              | Ve              | Sa              | Do              | Lu              | Ma              |                 |
| Settembre       | Me              | Gi              | Ve              | Sa              | Do              | Lu              | Ma              | Me              | Gi              | Ve              | Sa              | Do              | Lu              | Ma              | Me              | Gi              | Ve              | Sa              | Do              | Lu              | Ma              | Me              | Gi              | Ve              | Sa              | Do              | Lu              | Ma              | Me              | Gi              |                 |                 |
| Ottobre         | Ve              | Sa              | Do              | Lu              | Ma              | Me              | Gi              | Ve              | Sa              | Do              | Lu              | Ma              | Me              | Gi              | Ve              | Sa              | Do              | Lu              | Ma              | Me              | Gi              | Ve              | Sa              | Do              | Lu              | Ma              | Me              | Gi              | Ve              | Sa              | Do              |                 |
| Novembre        | Lu              | Ma              | Me              | Gi              | Ve              | Sa              | Do              | Lu              | Ma              | Me              | Gi              | Ve              | Sa              | Do              | Lu              | Ma              | Me              | Gi              | Ve              | Sa              | Do              | Lu              | Ma              | Me              | Gi              | Ve              | Sa              | Do              | Lu              | Ma              |                 |                 |
| Dicembre        | Me              | Gi              | Ve              | Sa              | Do              | Lu              | Ma              | Me              | Gi              | Ve              | Sa              | Do              | Lu              | Ma              | Me              | Gi              | Ve              | Sa              | Do              | Lu              | Ma              | Me              | Gi              | Ve              | Sa              | Do              | Lu              | Ma              | Me              | Gi              | Ve              |                 |

## Arti

### Libri
- Vengono pubblicati Il ragazzo rapito e Lo strano caso del Dr. Jekyll e di Mr. Hyde di Robert Louis Stevenson.
- Viene pubblicato Cuore di Edmondo De Amicis.
- Viene pubblicato I ragazzi di Jo di Louisa May Alcott.